# Етерне
Етерне (фр. Esternay) насеље је и општина у североисточној Француској у региону Шампањ-Арден, у департману Марна која припада префектури Еперне.
По подацима из 2011. године у општини је живело 1848 становника, а густина насељености је износила 57,79 становника/km². Општина се простире на површини од 31,98 km². Налази се на средњој надморској висини од 158 метара.

## Демографија
| 1962. | 1968. | 1975. | 1982. | 1990. | 1999. | 2011. |
| ----- | ----- | ----- | ----- | ----- | ----- | ----- |
| 1.560 | 1.579 | 1.528 | 1.618 | 1.600 | 1.603 | 1.848 |

График промене броја становника у току последњих година